# رانتزانیکو
رانتزانیکو (به ایتالیایی: Ranzanico) یک کومونه در ایتالیا است که در استان برگامو واقع شده‌است. رانتزانیکو ۷٫۰ کیلومتر مربع مساحت و ۱٬۱۶۷ نفر جمعیت دارد و ۵۱۹ متر بالاتر از سطح دریا واقع شده‌است.